# جيتوشي
جيتوشي (Житоше) هي مدينة في مقاطعة كروسيفو في جمهورية مقدونيا.
يبلغ عدد سكانها حوالي 2,114 نسمة.